# Vixen (film)
(Tom, mentre Vixen si accoppia con un poliziotto canadese)
Vixen è un film del 1968, diretto da Russ Meyer.
È il primo lungometraggio del "periodo pop" del regista, che codifica lo stile cartoonesco e le immagini di un sesso libero e giocoso che saranno presenti nelle sue successive opere. Pur mantenendosi nei limiti del softcore, il film presenta immagini molto esplicite per i tempi, e mostra alcune scene allora tabù, come le riprese di incesto.

## Trama
Vixen è una ragazza ninfomane, bellissima e pericolosamente fatale, sposata col pilota Tom, che non s'accorge della continua infedeltà della moglie. Una giovane coppia chiede ospitalità a Tom e Vixen tenta subito di sedurre entrambi. Prima si dedica all'uomo, abbordandolo al fiume, quindi prende di mira la donna, timida e gelosa, che s'era rintanata in un cottage, ubriacandosi. Vixen prima la consola, quindi la lusinga, la spoglia e infine la seduce.
Non contenta, arriva a sedurre pure il fratello; esita solo di fronte a Niles, un ragazzo di colore, che però disprezza chiamandolo Rufus. Alla combriccola s'unisce un irlandese comunista, che tenta di convincere Niles a dirottare un aereo per L'Avana dove, secondo lui, sopravvive l'utopia d'una democrazia che accetti anche le persone di colore. Vixen riesce però a convincere Niles della meschinità dell’irlandese.

## Produzione
Vixen ebbe un budget di 76.000 dollari, e fu prodotto dallo stesso Meyer insieme alla moglie Eve.

### Cast
Il film è interpretato da attori che torneranno in altri film di Meyer, come Erica Gavin (che ebbe la parte rispondendo a un annuncio su un giornale trovato dal dentista) e Harrison Page, che saranno presenti in Lungo la valle delle bambole.
Meyer è presente in un cameo, nella parte di un turista, ma non è accreditato nei titoli del film.
Erica Gavin dichiarò di aver avuto molti più problemi nel recitare la parte di una razzista anticomunista, piuttosto che quella della ninfomane e sorella incestuosa. I suoi genitori, infatti, subirono le persecuzioni dell'era McCarthy, quella del maccartismo.

### Riprese
Il film è ambientato in Canada, ma è stato girato interamente negli Stati Uniti (precisamente in Arizona per gli esterni e a Hollywood per gli interni).

## Accoglienza
Il film fu il più grande successo commerciale nella carriera di Russ Meyer. Incassò infatti 26 milioni di dollari, restando in programmazione a Chicago per 58 settimane. Grazie agli enormi incassi, il film si guadagnò anche un articolo sul Wall Street Journal.

## Censura
Il film procurò al regista grandi problemi con la censura. Vixen, infatti, fu il primo film nella storia del cinema ad ottenere una "X-Rated" (vale a dire il divieto totale ai minori) dalla MPAA, che in futuro verrà riservato soprattutto ai film pornografici.
Diversi proiezionisti furono arrestati, insieme ai proprietari delle sale, o furono condannati a pagare forti multe, per aver programmato il film. A Chicago, durante la prima del film, ci furono proteste da parte delle femministe, mentre nel Michigan ci fu una petizione per ritirare il film dalle sale; a Cincinnati il film è proibito ancora adesso, mentre nell'Ohio la censura mandò un fotografo per ritrarre e schedare tutti gli spettatori del film.
Alla fine Meyer dovette affrontare 23 processi, e rischiò la galera. «Censura è un termine errato. Era una persecuzione!», disse. L'avvocato che difese il regista era lo stesso dello scrittore Henry Miller. Il caso del film arrivò anche alla Corte Suprema dell'Ohio dove, raccontò l'avvocato, il giudice si ritirò per visionare il film, e da dietro la porta chiusa si sentivano le sue risate.

## Omaggi
- Il film ha dato il nome ad un gruppo musicale femminile, le Vixen.

## Slogan promozionale
- «Is she woman... or animal?»
  - «È una donna... o un animale?».